# Västra Prone
Västra Prone, eller Dasavletis Prone (georgiska: დასავლეთის ფრონე), är ett vattendrag i Georgien. Det ligger i den centrala delen av landet.
Västra Prone går ihop med Sjua Prone (შუა ფრონე), Mellersta Prone, och de bildar tillsammans början på Ptsa (ფცა), vilken sedan mynnar som vänsterbiflod i Kura (Mtkvari), där även Östra Prone mynnar som vänsterbiflod.